# اسپرسی بال‌باریک
اسپرسی بال‌باریک (نام علمی: Hedysarum micropterum) نام یک گونه از سرده اسپرسی است.